# 克苏斯
克苏斯（法語：Xousse）是法国默尔特-摩泽尔省的一个市镇，属于吕内维尔区。

## 地理
克苏斯（48°39'25"N, 6°42'35"E）面积6.13 平方千米，位于法国大東部大區默尔特-摩泽尔省，该省份为法国东北部内陆省份，是洛林的一部分，北邻比利时、卢森堡，北起顺时针与摩泽尔省、下莱茵省、孚日省和默兹省接壤。
与克苏斯接壤的市镇（或旧市镇、城区）包括：拉加尔德、昂贝尔梅尼勒、兰特雷、勒蒙库尔、沃库尔。
克苏斯的时区为UTC+01:00、UTC+02:00（夏令时）。

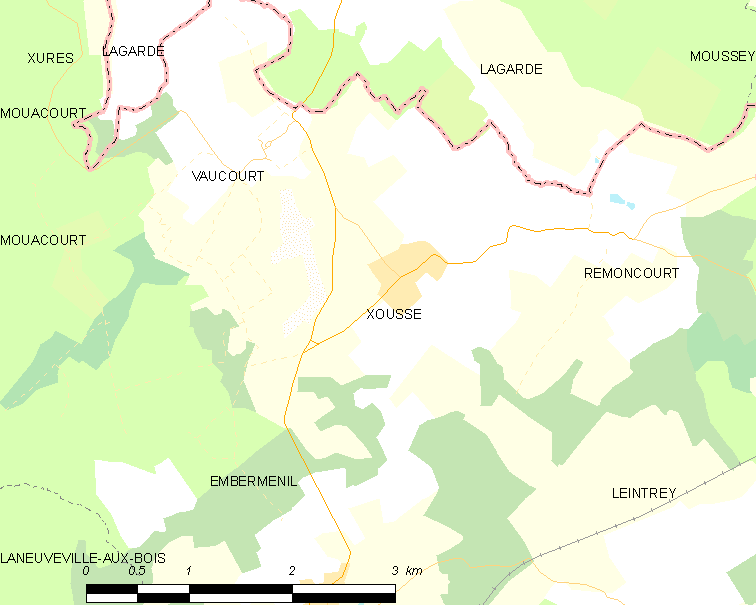
克苏斯的OSM定位图

## 行政
克苏斯的邮政编码为54370，INSEE市镇编码为54600。

## 政治
克苏斯所属的省级选区为巴卡拉县。

## 人口

1962-2008年间克苏斯人口变化图示

克苏斯于2022年1月1日时的人口数量为113人。
克苏斯人口变化图示